# Eugnosta magnificana
Eugnosta magnificana es una especie de polilla de la tribu Cochylini, familia Tortricidae.
Fue descrita científicamente por Rebel en 1914.
Su envergadura es de 19–29 mm.

## Distribución
Se encuentra desde España y el sur de Francia hasta Macedonia del Norte, el norte de Hungría y el este hasta el sur de los Montes Urales, Asia Menor, Armenia, el área del Transcaspio, Irán (Kandovan), Afganistán y China (Mongolia Interior).

## Subespecies
- Eugnosta magnificana magnificana
- Eugnosta magnificana iberica Obraztsov, 1964 (España)